# Albader Parad
Albader Parad (... – Maimbung, 21 febbraio 2010) è stato un terrorista e guerrigliero filippino, comandante militare del gruppo di Abu Sayyaf.
Per diverso tempo fra i terroristi più ricercati delle Filippine, sulla sua testa fu messa una taglia di 15 000 dollari da parte del governo statunitense. Responsabile di diversi rapimenti, attentati e estorsioni, fu ucciso nel febbraio 2010 durante un'operazione condotta dalle forze armate filippine.

## Biografia
Le sue origini non sono certe, sebbene l'ipotesi di una sua provenienza dalla regione di Mindanao sia piuttosto accreditata.
Il 23 aprile 2000 fu sospettato di aver preso parte al rapimento di ventuno ostaggi, tra cui almeno dieci stranieri, nell'isola malese di Sidapan. La maggior parte delle persone venne rilasciata nei mesi successivi nella vicina isola di Jolo, con l'eccezione di Roland Ullah che fu liberato solamente nel giugno 2003. Benché il suo ruolo nella vicenda non sia mai stato chiarito, si pensa che Parad abbia agito per ordine di Ghalib Andang, membro di alto rango del gruppo Abu Sayyaf.
Già responsabile di numerosi rapimenti, attentati e estorsioni, il 15 aprile 2007 fu colpevole della decapitazione di sette civili filippini nell'isola di Jolo. Nel giugno dell'anno seguente ordinò il rapimento della giornalista di ABS-CBN Ces Drilon, perpetrato assieme all'ex comandante del Fronte di Liberazione Islamico Moro Gapur Jundain. La donna fu liberata cinque giorni dopo in cambio di una somma di denaro.
Il 15 gennaio 2009 Parad attirò l'attenzione internazionale annunciando il rapimento di tre dipendenti della Croce Rossa – l'italiano Eugenio Vagni, lo svizzero Andreas Notter e la filippina Mary Jean Lacaba – e chiedendo il ritiro delle forze armate filippine dall'isola di Jolo. I tre volontari furono rilasciati illesi lo stesso anno: Lacaba e Notter nel mese di aprile e Vagni nel mese di luglio. Dietro al rilascio, secondo il presidente della Croce Rossa delle Filippine Richard Gordon, non vi fu alcun riscatto.
Attivamente ricercato dalle autorità, riuscì a fuggire ad un tentativo di arresto il 20 settembre 2009 sull'isola di Jolo, in un'operazione finalizzata alla cattura del comandante Isnilon Totoni Hapilon e del suo braccio destro Umbra Jumdail.
Parad fu ucciso il 21 febbraio 2010 nel corso un'operazione condotta dalle forze armate filippine nella municipalità di Maimbung. Si stima che alla sua morte il terrorista abbia avuto un'età di circa trent'anni.